# Hpon jezik
Hpon jezik (ISO 639-3: hpo; hpön, megyaw, phon, phön, phun, samong), sinotibetski jezik uže burmanske skupine, kojim govori nekoliko stotina ljudi od 2 254 etničkih Hpona ili Phuna (2000 WCD) na gornjem Irrawaddyju u Burmi.
Hpon se klasificira uz još pet jezika sjevernoj podskupini burmanskih jezika i ima dva dijalekta, sjeverni i južni

## Vanjske poveznice
- Ethnologue (14th)
- Ethnologue (15th)